# Križnica
Križnica is een plaats in de gemeente Pitomača in de Kroatische provincie Virovitica-Podravina. De plaats telt 123 inwoners (2001).
Het dorpje ligt geïsoleerd aan de overzijde van de rivier de Drava, er is inmiddels een voetgangersbrug gebouwd om het dorp te verbinden met de aan de zuidzijde gelegen Kroatische dorpen. In het verleden was het een Hongaarstalig dorpje, in 1910 verklaarde 96% van de bevolking Hongaarstalig te zijn.